# Judas Kiss
Judas Kiss es una película de ciencia ficción estrenada en 2011, dirigida por J. T. Tepnapa y escrita por Carlos Pedraza y él. Está protagonizada por Richard Harmon, Charlie David, Brent Corrigan y Timo Descamps. La película narra la visita que un director de cine fracasado realiza a su antigua escuela. Allí se encontrará atrapado entre su tortuoso pasado y un preocupante futuro.
Judas Kiss es el debut como director de JT Tepnapa, que ha ganado muchos premios internacionales por sus cortometrajes, entre los que destaca el ganador de múltiples premios que parodiaba las películas de salud para adolescentes de los años 50.

## Argumento
Zachary Wells, un cineasta fracasado, es convencido por su mejor amigo y director, Topher, para que asista como su sustituto en el jurado del festival anual de la escuela de cine donde estudiaron. La primera noche en la escuela, Zach conoce a un estudiante en un bar, con quien termina relacionándose íntimamente. Al día siguiente, el mismo estudiante entra en una de las salas de entrevistas donde Zach es juez. El entrevistado se hace llamar Danny Reyes, el mismo nombre que usaba Zach cuando asistió a la escuela. La película de Danny, "Judas Kiss", es finalista en el concurso. Zach había ganado el mismo festival años antes con una película titulada "Judas Kiss". Sin entender lo que ocurre, Zach se esfuerza por obtener respuestas. Un hombre misterioso fumando un cigarrillo le aconseja: "Cambia el pasado del chico, cambia tu futuro". Zach llega a creer que puede enmendar su vida al descalificar a Danny de la competencia, y ponerlo en un camino diferente al seguido el mismo.

## Elenco
- Charlie David como Zachary "Zach" Wells.
- Richard Harmon como Danny Reyes.
- Brent Corrigan como Chris Wachowsky.
- Timo Descamps como Shane Lyons.
- Julia Morizawa como Abbey Park.
- Ron Boyd como Ralph Garlington.
- Troy Fischnaller como Topher Shadoe.
- Samantha Rund como Rebecca Lynn.
- Ronee Collins como Kimberly Reyes.
- Iain Dunn como joven Danny Reyes.
- Eric Helland, Stephanie Hillbert como Sr. y Sra. Lyons
- Laura Kenny como Sra. Blossom
- Dale Bowers como Sr. Welds
- Vince Valenzuela como Padre de Danny.
- Matt Smith como Jude.
- Tim Foutch como Tommy.
- Julian LeBlanc como Nate.
- Genevieve Buechner como Samantha.
- Tessa Archer, Demetrius Sager, Joe Royal, Michael Carpenter como estudiantes de Keystone.

## Producción
La película es producida por Blue Seraph Productions, una productora de Los Ángeles dirigida por Tepnapa y Pedraza. Sus trabajos anteriores han sido presentados en The New York Times, BBC, Variety, Frontiers, Fab Mazine, el programa The Today Show, MSNBC, y otros medios internacionales.
La película, que recibió una buena crítica en el verano de 2010 en Seattle, ya había atraído la atención la participación de Charlie David, quien formaba parte del reparto de Dante's Cove. Otra presencia atractiva dentro del elenco fue la de Brent Corrigan, una estrella del cine para adultos que apareció en la ganadora del Óscar Milk en 2008, y en la comedia Another Gay Sequel: Gays Gone Wild!.

### Casting
Brent Corrigan impresionó al director con su actuación en In the Closet. David es bien conocido en el cine de temática gay. Richard Harmon obtuvo el papel tras ser elegido en una audición donde se presentaron más de 1000 actores Los Ángeles, su audición grabada en video convenció a los productores.
El actor belga Timo Descamps, se acercó a los productores del proyecto después de ver un anuncio del casting en línea. Además de la actuación, vio la película como una oportunidad para ofrecer su talento musical a un nuevo público.

## DVD
Judas Kiss fue lanzado en formato DVD el 25 de octubre de 2011.